# Скопий
Скопий е хълм в северизточната част на Йерусалим издигащ се на 826 метра надморска височина.

## Стратегическо и историческо място
Скопий има стратегическо значение още от древността за контрол над града и околността. Служел е като база (базов лагер) от която/който да бъде атакуван града още дълбока древност.
През 66 година на Скопий е разположен римския легионерски лагер при неуспешната обсада на Йерусалим в хода на първата юдейско римска война избухнала следствие от първото еврейско въстание срещу римската власт в Юдея.
През 70 година по време на втората обсадата на Йерусалим във войната, Скопий е използван като легионерски лагер-база при извършване на обсадата на града от Легион V Macedonia, Легион XII Fulminata и Легион XV Apollinaris, а Легион X Fretensis е разположен на Елеонския хълм.
Кръстоносците използват Скопий като своя база през 1099 година по време на обсадата на града.
След Арабско-израелската война от 1948 г. хълмът Скопий е поставен под защитата на ООН. По време на Шестдневната война от 1967, Скопий е окупиран от Израел.
Днес попада в границите на Йерусалим.

## галерия
- Поглед от Скопий към бившия Храмов хълм и купола на джамията „Ал Акса“
- Адаса болница – 1934
- Еврейски университет в Йерусалим – Скопий
- Национален щаб на израелската полиция
- Ерусалим британски военно гробище
- Гроба на Никанор
- Адаса болница - Скопий
- Академия за изкуство и дизайн - Веселеил
- Националната ботаническа градина Израел